# Terme sommerse di Punta Epitaffio
Il complesso delle Terme sommerse di Punta Epitaffio è un impianto termale di epoca romana di circa 1700 metri quadrati che giace ad una profondità media di cinque metri ad Est di Punta dell’Epitaffio, il promontorio che chiude verso Nord l’insenatura della cittadina di Baia, frazione di Bacoli nei Campi Flegrei. Il complesso delle Terme presenta un orientamento nord-sud ed occupa un'area di m 62,50 x 27,50 circa; perlomeno nella sua ultima fase, risulta inferiore di circa un metro alla strada che cinge il promontorio, alla profondità di m 3,75.
Gli edifici che compongono questo quartiere termale mostrano due assi di orientamento: ad un nucleo, quello settentrionale (TAV. I in giallo), con orientamento Nord-Sud, si affianca un blocco obliquo con orientamento NE-SW (TAV. I in verde) e tra i due un terzo blocco costituito da due ambienti dalla forma irregolare e da un corridoio il cui pavimento è impostato su muretti paralleli (nella TAV. I è la parte in rosso); si tratta di tre nuclei chiaramente distinti per funzione e cronologia.
L’accesso alle terme avveniva con una breve rampa di scale dalla strada che, in posizione più elevata, le fiancheggia. (fig. 1)

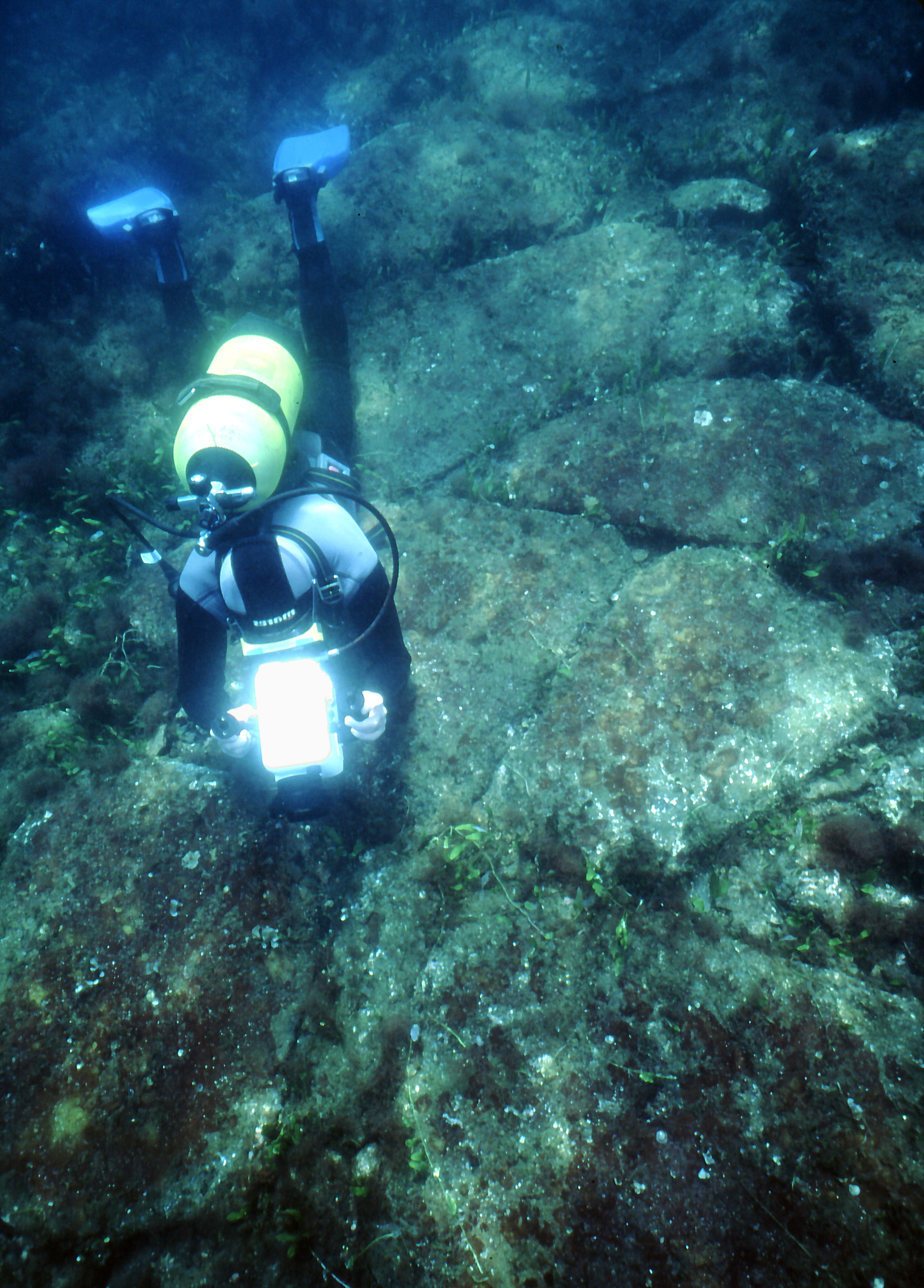
Fig 1 - La strada sommersa a Punta dell’Epitaffio

## Identificazione del proprietario della villa
Un utile indizio per l’identificazione del proprietario di queste terme lo fornisce Plinio il Giovane il quale, nel Panegirico di Traiano (anno 100 d. C.) loda la decisione del Principe di vendere ai privati porzioni del praedium imperiale.
Non siamo in grado di valutare quanta parte delle proprietà imperiali di Baia Traiano abbia reso disponibile ai privati, ma, con buona probabilità, gli interventi edilizi riconosciuti nella zona meridionale di questo quartiere termale furono avviati in questo periodo o in quello immediatamente successivo.

## Storia degli studi e datazione
I primi studi su queste terme sommerse si devono a Nino Lamboglia che diede avvio ad una serie di esplorazioni traendone anche una prima planimetria negli anni 60. Tuttavia occorre tener presente che l’archeologo non effettuava in prima persona le immersioni sulle strutture bensì una serie di volenterosi collaboratori non archeologi pertanto le planimetrie redatte in quell’occasione mostrano qualche imprecisione.
A partire dal 1984 queste terme sono state oggetto di una campagna di rilievo sistematico ad opera di Gennaro Di Fraia, Eduardo Scognamiglio e Nicolai Lombardo a cui si deve la prima planimetria completa e la pubblicazione di una corposa relazione nel 1985.
I risultati di questa esperienza hanno consentito la creazione (da parte del Ministero dell’Ambiente con il Ministero dei Beni Culturali e la Regione Campania) del “Parco Sommerso di Baia” (D.I. 7.08.2002).
Le principali fasi di vita del complesso aiutano nella datazione di queste terme.
La presenza di tubuli fittili nel laconicum e nel calidario n. 9 non deve trarre in inganno; in realtà la maggior parte di questi ambienti prevedeva un uso di tegulae mammatae e un frammento rinvenuto nel tepidario lo conferma. In termini cronologici ciò si spiega come una sorta di tecnica sperimentale; la novità dei tubuli, pur nota, viene usata con una certa parsimonia, preferendo affidarsi al più collaudato sistema delle tegulae. I tubuli compaiono per la prima volta nelle Terme Marittime di Ercolano, datate dal Maiuri agli inizi dell'età flavia, ed è in quest'epoca, o poco prima, che anche a Baia dovette iniziare quest'uso.
Ancora in un'epoca compresa tra Nerone e i Flavi; possiamo inquadrare la particolare tecnica muraria utilizzata nella prima fase del frigidario: i radi ricorsi laterizi dell'opera mista e i moduli che oscillano tra 23 e 25 centimetri consentono, seppure con la dovuta cautela, di datare il nucleo più antico di questo quartiere intorno agli anni '60 del I sec. d.C.
Qualche anno più tardi, si aggiunse un altro nucleo Nord, quello del ninfeo, ma come si nota anche osservando la planimetria (TAV. I la zona in rosso), la cesura tra i due corpi non fu mai del tutto assorbita. Nel punto dove si realizzò la fusione dei due diversi nuclei del complesso la differenza di orientamento obbligò a soluzioni poco ortodosse, come la creazione dell'ambiente n. 10, di forma chiaramente irregolare.

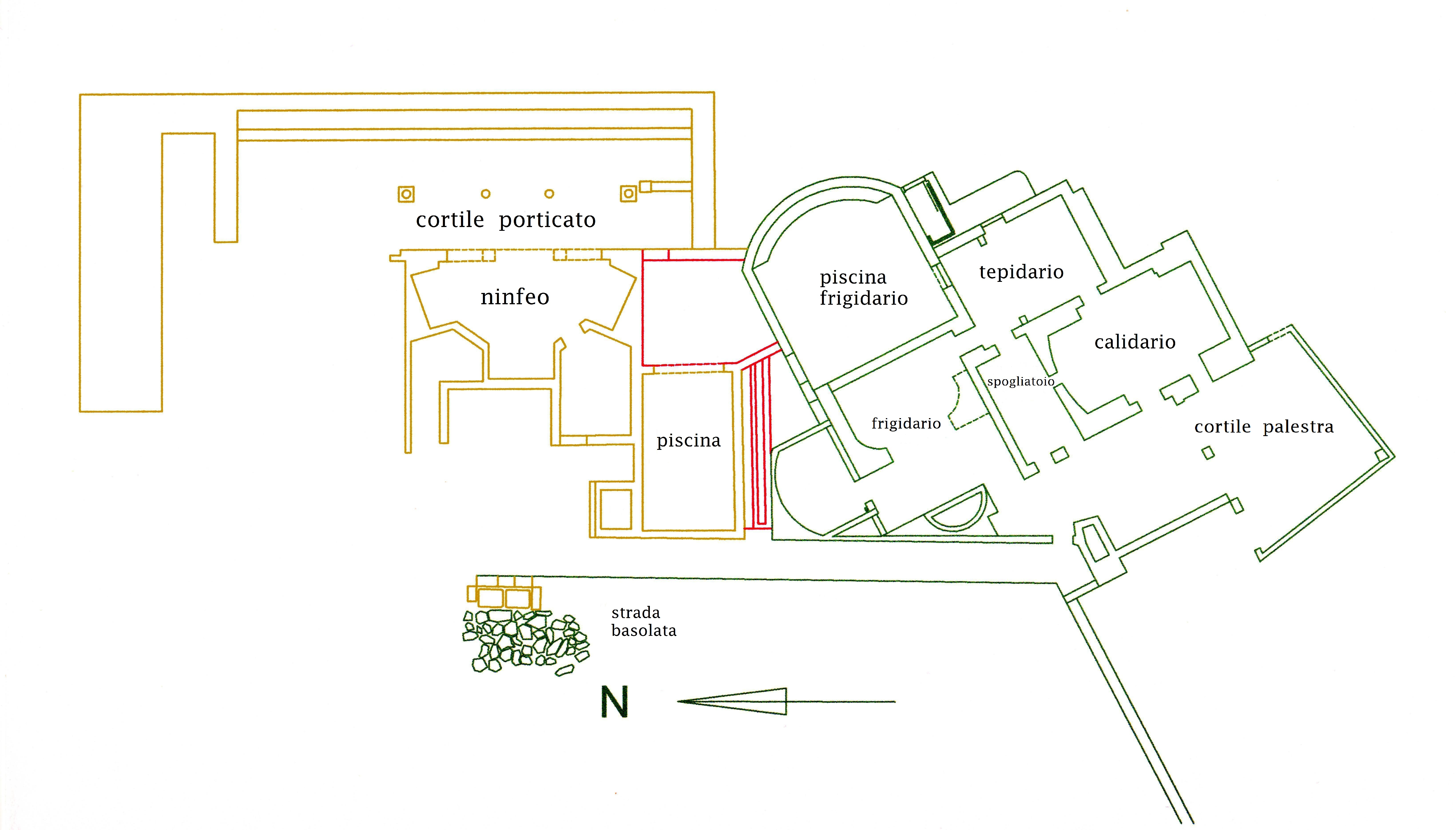
TAV 1 - Le Terme di Punta dell’Epitaffio.

Il rilievo e lo studio eseguito negli anni Ottanta hanno individuato ben sette livelli, ma non tutti vanno interpretati come indizi di altrettante fasi, anche se è chiaro che queste terme videro nel tempo un gran numero di modifiche architettoniche e funzionali. In realtà è solo con il terzo livello che si notano mutamenti sostanziali, dovuti ad una nuova forma di utilizzazione non più legata ad un ristretto gruppo privato, ma aperta probabilmente ad un pubblico più vasto.
Il corridoio n. 1 venne tamponato, si costruì il muro in reticolato a sud-ovest nell'ambiente n. 3 della TAV. I: interventi che non lasciano dubbi sull'intento di separare definitivamente il complesso termale dal nucleo originario. Ed è ora che si crea il recinto della palestra, ma evidentemente con una tecnica affrettata, viste le pessime condizioni dell'elevato conservato solo per pochi centimetri.
Quanto all'epoca in cui si eseguirono queste modifiche, si può osservare che il reticolato dell'ambiente n. 3 non presenta ammorsature in tufelli: questo potrebbe indicare che non si tratta di un'opera del I secolo, ma di un revival adrianeo.
Un altro particolare interessante sono i due pilastri che ricoprirono le colonne esterne della facciata del ninfeo; è all'epoca di Adriano che si diffonde l'uso di pilastri accanto alle colonne e tali ristrutturazioni potrebbero essere datate appunto alla fine del primo quarto del II sec. d.C. Forse allora si provvide anche alla realizzazione del lungo bacino di fontana nel cortile del ninfeo. Qualche tempo dopo si ristrutturarono gli ambienti termali; il calidarium e il tepidarium furono dotati di suspensurae e di pavimenti marmorei, il frigidarium di un piano di calpestio posto su una ruderatio molto eterogenea.
Nell’ultima fase, la settima, si realizzarono quei muretti paralleli adiacenti alla natatio (TAV. I in rosso) eliminando il passaggio verso il frigidario, all'interno del quale, presumibilmente in questa fase, si aggiunsero i due episodi curvilinei aperti sulla vaschetta di fondo.
Nell'ambiente n. 10, con la creazione del muro sud-occidentale, sul quale si arrestano le suspensurae realizzate con i suddetti muretti, si cercò di regolarizzare l'accentuata asimmetria del vano, adibendolo a vestibolo della natatio.
Certo non è semplice stabilire un'esatta cronologia per tutti questi interventi, ma l'elevato modulo dei laterizi, dovuto ad un grosso spessore della malta, porta a credere che la data degli ultimi rimaneggiamenti nelle terme sommerse a Punta dell'Epitaffio vada inquadrata nel III sec. d.C., in analogia con un uso riscontrato a Roma e in genere nel Lazio.

## Descrizione degli ambienti
L'accesso è dato da due gradini che dalla strada basolata scendono in una corte, movimentata sul fondo da un'esedra rettangolare di m 5,50 x 3,05 e sul lato destro da un piccolo ambiente di m. 1,63 x 2,10 realizzato in laterizio che conserva un elevato di appena due filari laterizi; probabilmente questo piccolo vano cieco in origine poteva essere una fontana a vasca rettangolare. (TAV. I n. 2)
Sui lati della corte due corridoi conducono alle due distinte parti dell'edificio.
Seguendo il corridoio settentrionale, attraverso due soglie riconoscibili oggi solo per la presenza di un plinto trachitico che un tempo le separava, si raggiunge un vasto cortile di m 24,60 x 7,50 che nel tempo ha subito vari rimaneggiamenti. (TAV. I n. 13)
In una prima fase questo cortile si presentava lineare ed elegante con una serie di quattro colonne tortili in marmo nero che, correndo al centro di esso, parallele ai lati lunghi ed unite, quelle più esterne, da una transenna di marmo bianco, segnavano l'ingresso ad un ninfeo posto su un podio. (fig. 2)

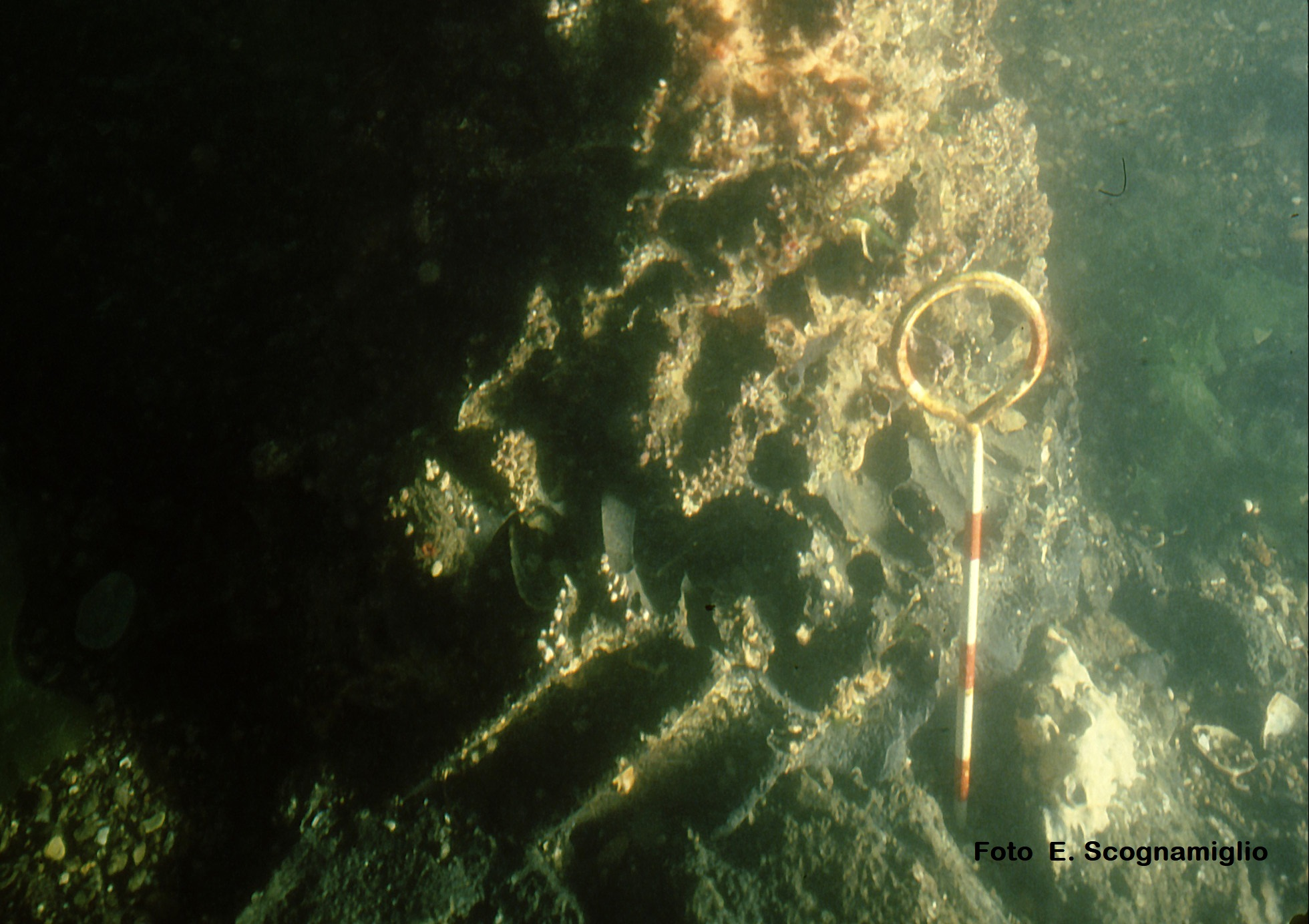
Fig. 2 - I resti di una delle colonne in marmo nero con scanalature tortili.

In seguito si rielaborò il tutto inserendo, parallelamente al lato orientale del cortile, un muretto che addossava le sue testate al rivestimento parietale in marmo della prima fase di cui restano tracce nell'angolo N-E del cortile.
Questo tramezzo, spesso 60 centimetri e distante un metro dalla parete, è ridotto al solo nucleo cementizio e presenta sulla facciavista occidentale i fori lasciati dai pali della cassaforma entro la quale venne effettuata la gettata. Sotto di esso, in prossimità della parete meridionale del cortile, si è rinvenuta una canaletta scavata nella ruderatio del piano di calpestio.
Scartando l'ipotesi di un rimaneggiamento per motivi statici, possiamo interpretare questo spazio tra i muri come un bacino di fontana lungo ben 24,60 metri.
Si aggiunse poi una ripavimentazione di tutto il cortile che inglobò le basi delle colonne e due di queste, quelle più esterne, furono rivestite e trasformate in pilastri quadrati modificando in tal modo la facciata del ninfeo.
Il nucleo del ninfeo consta di cinque lati movimentati da tre nicchie di cui quelle laterali disposte oblique. (TAV. I n. 14) Questo vano, posto su un basso podio, era raggiungibile mediante due rampe di scale separate, un tempo, da due colonne.
L'ambiente, di m 13,22 x 6,62, realizzato in laterizio, si conserva per un’altezza di 17 centimetri solo sul lato Nord dell'abside centrale, dove una lastrina di giallo antico, ancora in situ, testimonia il tenore del rivestimento parietale mentre altrove restano solo uno o al massimo due filari laterizi.
L'abside meridionale, larga come quella settentrionale m. 3,97 e profonda m. 1,55, mostra un evidente rifacimento pavimentale: ad un primitivo piano in lastre di marmo policrome si sovrappose infatti, rialzato di circa 20 centimetri, un secondo piano, oggi ridotto al solo cementizio.
Subito dietro le absidi meridionale e centrale si riconosce un vano pentagonale, (TAV. I n. 15) che in un primo momento, tramite un ingresso poi tompagnato, riportava nella corte ai piedi della scala.
Grossomodo simmetrico a questo, al di là della corte, si conserva un altro vano la cui forma, vagamente ad "elle", fa pensare ad una latrina. (TAV. I n. 12)
Il nucleo prettamente termale è raggiungibile seguendo il secondo corridoio che, lungo m. 27,75, in taluni tratti ancora mostra il pavimento in grosse tessere bianche di forma parallelepipeda disposte orizzontalmente. (TAV. I n. 1)
In origine questo corridoio doveva proseguire sino all'area del ninfeo di Claudio situato ai piedi della Punta dell’Epitaffio, poi in seguito ad un profondo mutamento, esso venne tamponato e si arresta ora dinnanzi l’ingresso dell’area propriamente termale di questo quartiere. (fig. 3)

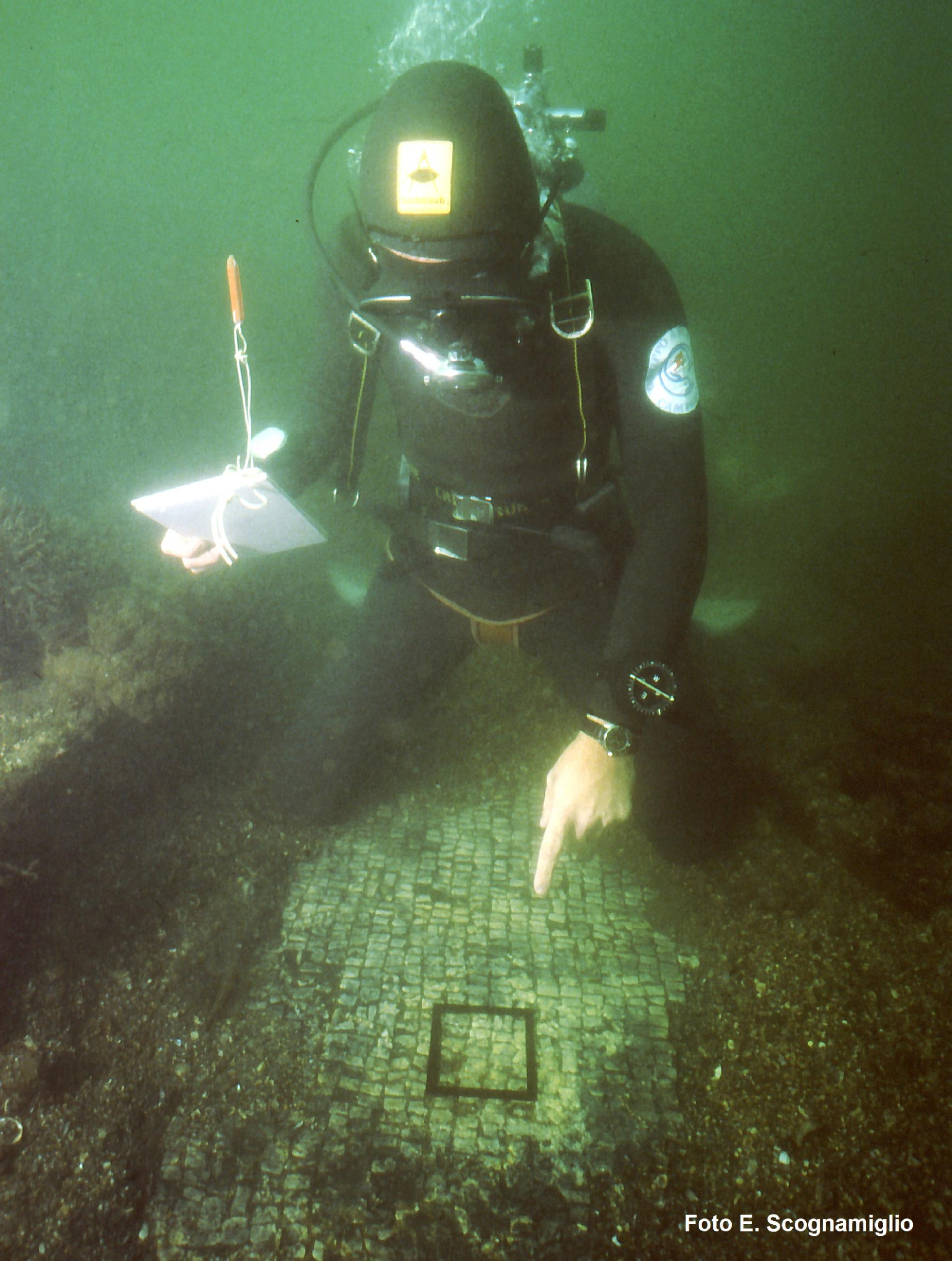
Fig 3 - Il mosaico del corridoio n. 1.

Un ambiente di transito, (TAV. I n. 3), dava accesso alla palestra (TAV. I n. 7) e agli ambienti riscaldati.
La palestra si identifica in un cortile trapezoidale, realizzato in laterizio, conservatosi per un'altezza massima di 8 centimetri. Il pavimento mostra un battuto di cocciopesto, spesso 5 centimetri, sottoposto ad una ruderatio con abbondanti inclusi tufacei. Tre ingressi movimentano il lato Nord.
Si conserva ancora ben visibile la soglia che dava accesso al calidarium (TAV. I n. 6), un vano realizzato in laterizio, di m 8,88 x 5,86, che mostra due absidi sui lati corti entrambe realizzate accostando a quelli preesistenti nuovi spezzoni murari; quella a S-E è rettangolare, l'altra a N-0, mostra il fondo curvilineo.
Il tepidarium (TAV. I n. 5) era dotato di ben cinque ingressi, come si conviene ad un vano che doveva svolgere funzione di raccordo tra calidarium, frigidarium, laconicum.
Ovviamente anche il tepidarium era dotato di suspensurae, come testimoniano i resti di una sottopavimentazione di bipedali e la presenza di due pilastrini laterizi, alti 44 centimetri, rinvenuti affrontati sui lati lunghi orientale e occidentale. Sulla parete Nord due ingressi, di cui uno tompagnato, introducono nel vano più ampio di queste terme, il frigidarium (TAV. I n. 8).
Il frigidario è una bella camera di m. 17 x 8,50, con il lato corto nord-orientale absidato; sul lato opposto una piccola vasca curvilinea, ricavata nello spessore murario, chiude quest'ambiente che nella zona mediana era movimentato da due setti murari curvilinei aperti ad imbuto sulla vaschetta di fondo.
La zona compresa tra la grande abside e l'ingresso comunicante col tepidarium è occupata da una vasca di m. 9 x 8,50, della quale è ancora visibile nell'angolo Ovest una lastra del rivestimento parietale in marmo grigio con venature bianche. L'ambiente fu realizzato in opera mista con ammorsature in laterizio. L'abside, in laterizio, si conserva per un'altezza massima di 80 centimetri.
Numerosi anche qui i rifacimenti, evidenziati da tre varchi tompagnati e dall'aggiunta dei due elementi curvilinei addossati ai lati lunghi.
Subito a sinistra di chi entrava nel frigidarium proveniente dall’ambiente di transito n. 3 della Tav. I, vi era la piccola vasca dal fondo absidato; i frequentatori delle terme vi scendevano superando un basso muro ma gli agenti marini si sono particolarmente accaniti su questa porzione dell'edificio tant’è che si conserva appena per un'altezza di 65 centimetri il fondo curvilineo realizzato in reticolato con ammorsature in laterizio e ricoperto in parte da signinum, ma il tratto anteriore della vaschetta con i gradini di accesso è conservato per un'altezza di soli 3 centimetri.
Adiacente al frigidarium, un altro ambiente absidato (TAV. I n. 9) mostra ancora le pareti in laterizio, che si conservano per un'altezza massima di 65 centimetri. Il pavimento è scomparso e la sottopavimentazione laterizia oggi è testimoniata dalla presenza di un solo elemento sul lato Sud-occidentale. La parete Sud-orientale si distingue per essere realizzata in reticolato con ammorsature in tufelli, ma ne restano scarsissimi resti, tanto che solo nell'angolo meridionale si eleva per 10 centimetri. Nel medesimo angolo si notano anche dei tubuli fittili a sezione rettangolare simili a quelli che ancora si conservano nel laconicum.
Alle spalle di questo vano il rilievo subacqueo ha evidenziato tre muretti laterizi paralleli, alti 30 centimetri, impostati sopra un pavimento in tessellato bianco di prima fase. Si tratta di suspensurae che funsero da sostegno per il pavimento di un corridoio che fiancheggiava la natatio del complesso riconoscibile nel vano n. 11 di TAV. I.
La vasca della natatio (m. 8,37 x 4,85) fu realizzata in laterizio e presenta il piano di calpestio posto ad una quota inferiore rispetto agli ambienti limitrofi. Una pulitura eseguita nell'angolo Nord-occidentale ha riportato in luce l'intonaco che rivestiva le pareti coperte un tempo da lastre di marmo.

## Reperti
In una ricognizione realizzata nel giugno del 1985 all’interno del cortile rettangolare n. 13 di TAV. I, Enzo Gaudino rinvenne un reperto di marmo nero di 28 centimetri per 15; si tratta di un frammento di gamba relativo ad una statua a grandezza naturale di un dignitario egizio. Il reperto che è inciso su due lati con iscrizioni geroglifiche è stato datato alla XXX dinastia. Attualmente si trova al Museo Archeologico Nazionale di Napoli. (fig. 4)

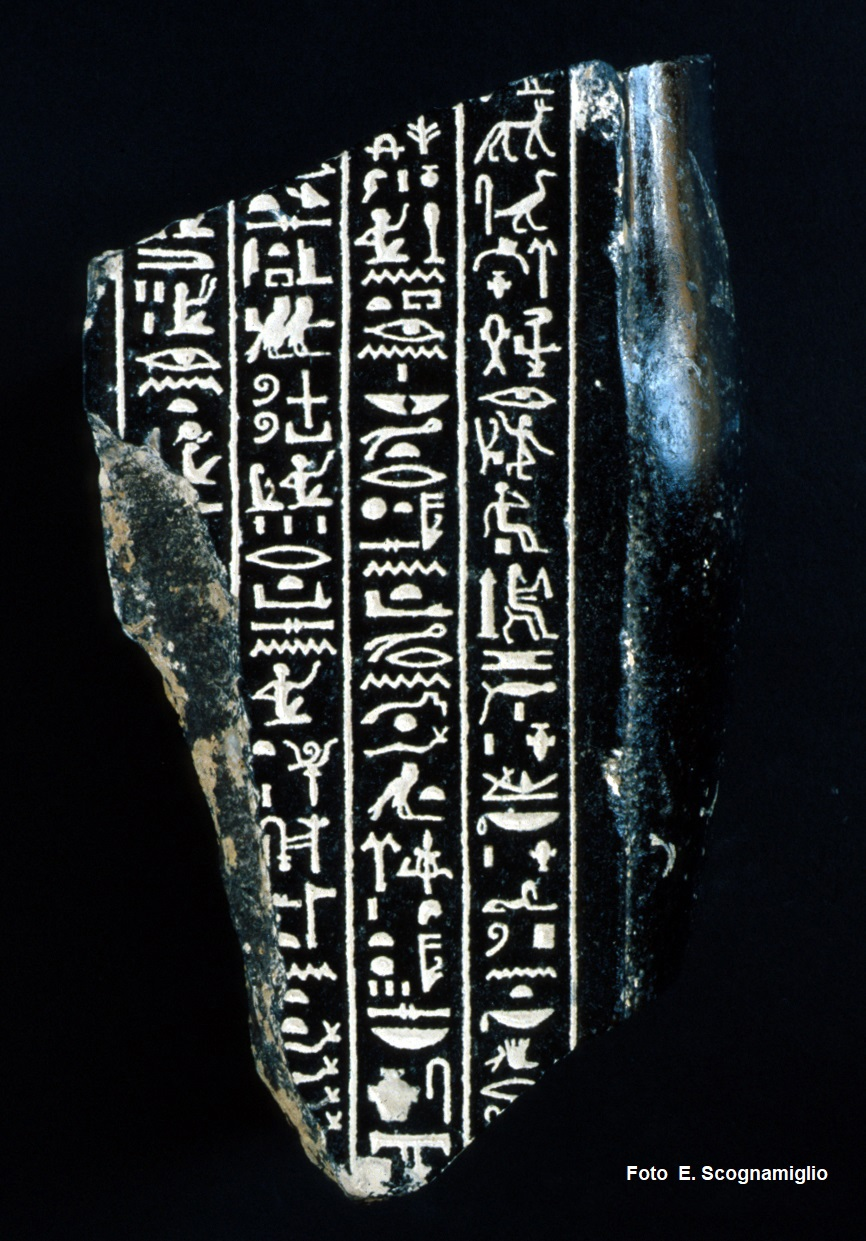
Fig. 4 - Il reperto con iscrizioni geroglifiche rinvenuto nel cortile delle terme ed attualmente conservato al Museo Archeologico di Napoli

## Ipotesi di ricostruzione virtuale
Nel 2009 Nicolai Lombardo ha pubblicato uno studio sulla volumetria di questo quartiere termale nel quale si presentano due modelli digitali 3D; il primo mostra i ruderi sul fondale così come si presentavano al momento del rilievo, il secondo propone una ricostruzione completa di queste terme. Partendo dai dati oggettivi raccolti durante il rilievo manuale delle strutture sommerse e basandosi su confronti con edifici noti a Roma, a Ostia e a Pompei lo studioso ha realizzato all’interno di questo secondo modello 3D una serie di immagini di grande realismo.

### Corridoio n. 1

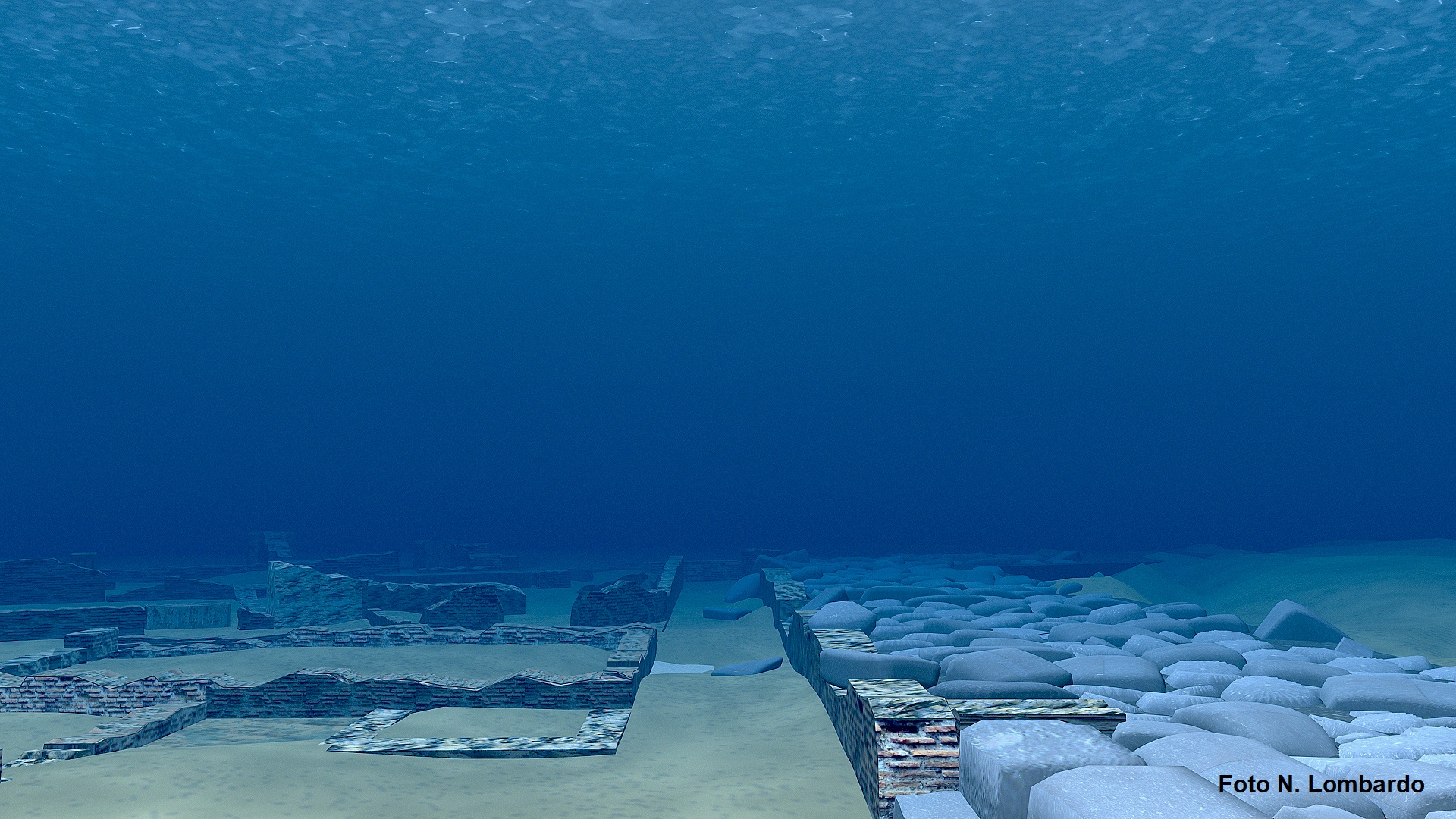
Fig. 5. Ricostruzione virtuale dell’ingresso al corridoio (n. 1); sulla sinistra i resti della fontana quadrangolare.

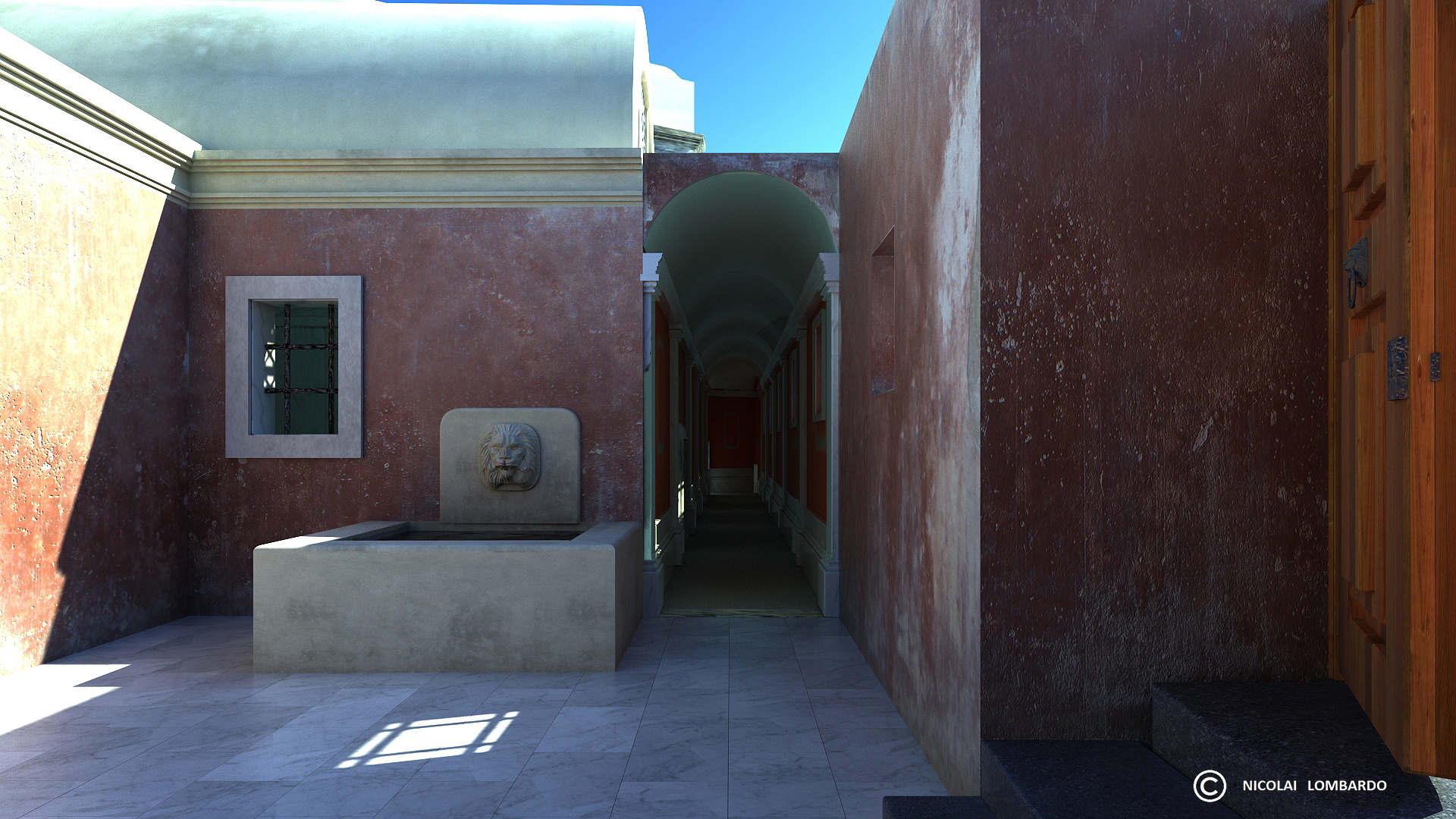
Fig. 6 - Ricostruzione virtuale dell’ingresso al corridoio n. 1. Sulla sinistra i resti della fontana quadrangolare.

L'ambulacro limita ad Ovest tutto il quartiere sommerso e corre parallelo alla strada.
Discesi i due gradini che dalla strada immettono alle Terme, ci si ritrova in un’area il cui pessimo stato di conservazione, invasa da crolli di ogni genere e ricoperta da un compatto strato di pietrisco e di alghe, fornisce scarsissimi elementi documentari circa la sua situazione originaria. Tuttavia, sul lato destro, un piccolo vano cieco (m. 1,63 x 2,10), il cui elevato si conserva per non più di due filari laterizi, potrebbe far pensare ad un bacino di fontana o ad un castellum aquae. (TAV. I, n. 2, e figg. 5 e 6)
Subito oltre, verso Sud, si riconosce un ambiente rettangolare (TAV. I n. 11) interpretato come Natatio che probabilmente non presentava finestre così da assicurare ai bagnanti una certa privacy rispetto a quanti transitavano nell'adiacente corridoio (n. 1 della TAV. I). Quindi in questo primo tratto la parete orientale dell’ambulacro n. 1 presumibilmente doveva apparire lineare e continua, forse movimentata appena da una decorazione di lesene e lastre di marmo (in più punti nelle pareti, durante le fasi del rilievo subacqueo, si rinvennero i fori per le grappe metalliche atte a fermare le lastre del rivestimento in marmo).
Solo all'estremità meridionale di questo lungo tratto rettilineo, troviamo un’apertura nel punto in cui si rinviene l'ingresso principale alla parte propriamente termale; qui la parete piegava ad “elle” verso Sud-Ovest e il corridoio che stiamo seguendo raggiungeva la zona antistante il ninfeo di Claudio. (v. TAV. I)
Ad Ovest per quanto riguarda il muro che materialmente separava le terme dalla strada, non è difficile immaginare che anche questa parete doveva presentarsi rettilinea ed uniforme per tutta la sua lunghezza con un'unica apertura in corrispondenza dei gradini che davano accesso alle Terme.
Al momento del rilievo subacqueo alcuni basoli invadevano in parte il corridoio n. 1. (fig. 5)
Possiamo supporre che il corridoio n. 1 fosse dotato di una copertura? Nulla ostacola questa ipotesi se non il fatto che uno spazio lungo ventisette metri e largo appena due poteva creare qualche problema di luminosità se destinato ad essere coperto. Forse una serie di aperture sul lato occidentale verso la strada; delle finestre poste in posizione elevata, impedivano ai curiosi di sbirciare all'interno e fornivano l'illuminazione di cui c'era bisogno. (fig. 6)

### CORTILE (palestra?)  N. 7
Posto all’estremo Sud del nucleo propriamente termale (v. TAV. I n. 7), questo spazio, delimitato a Sud-Est e a Sud-Ovest da esili pareti in laterizio spesse appena 25-30 centimetri, ha subìto, molto più dei vani ad esso adiacenti, i danni del tempo. Le pareti più esterne, infatti, si conservano per un’altezza massima di soli otto centimetri. Unici elementi degni d'interesse ed utili per la ricostruzione di questo spazio dalla forma quadrangolare irregolare è la presenza, sul lato Nord-orientale, di una soglia in marmo bianco che nel 1984 ancora mostrava un cardine bronzeo fissato con una colatura di piombo. Due basi rettangolari caratterizzano la parete Nord-ovest che mostra tre ingressi (fig. 7). Durante le fasi del rilievo si rinvenne un rocchio di colonna in marmo bianco. Questo cortile, verosimilmente scoperto, posto all’estremo meridionale delle terme di Punta dell’Epitaffio probabilmente fungeva da palestra e da raccordo tra quest’area termale e quella posta nelle immediate adiacenze del ninfeo di Claudio.

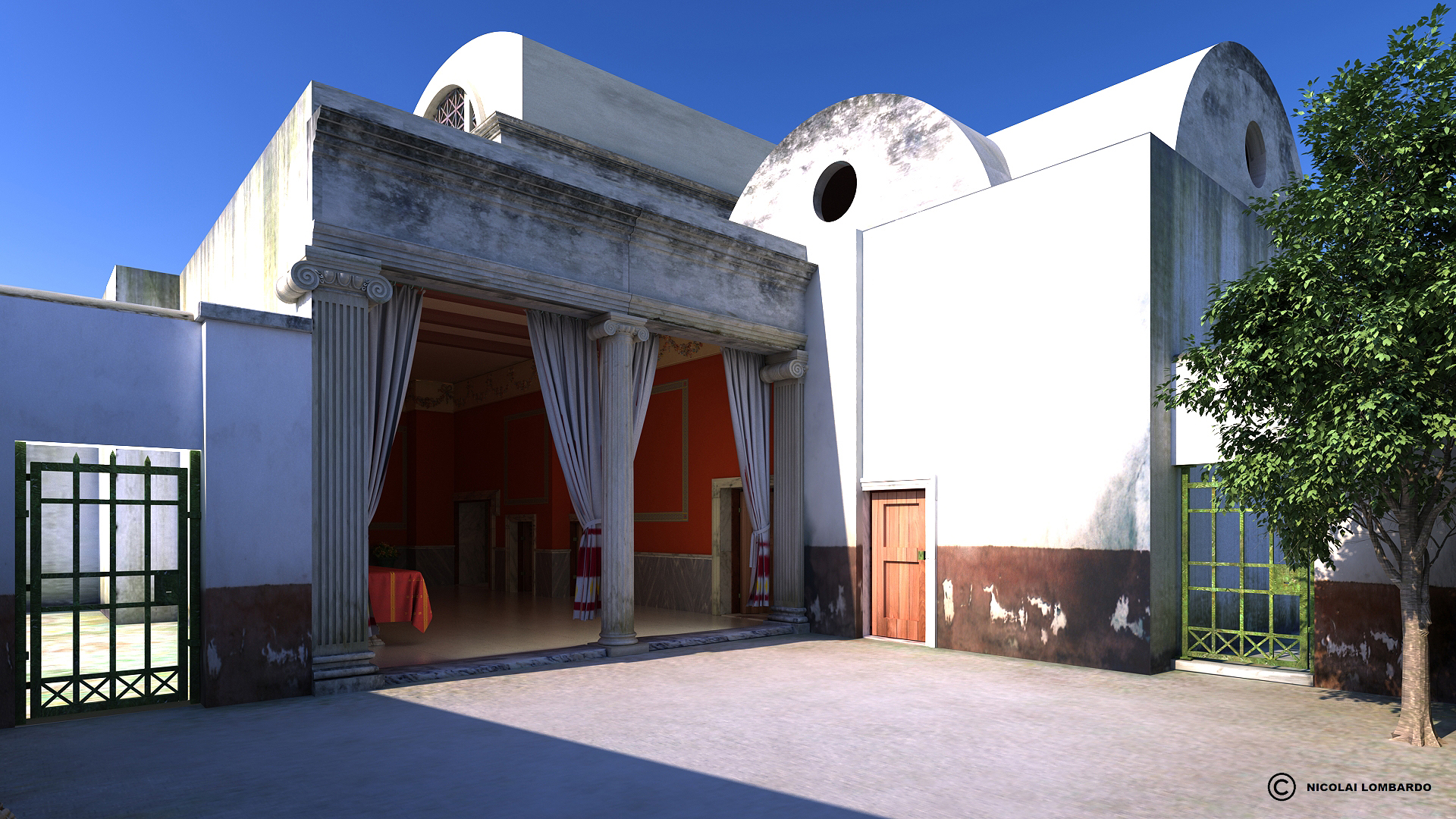
Fig. 7. Ricostruzione virtuale del cortile-palestra.

### Frigidario n. 8
Con i suoi 17,50 metri per 8,50 è l’ambiente più grande di questo quartiere sommerso e ne rappresenta, anche visivamente, il centro (TAV. I n. 8). Il rilievo ha evidenziato numerosi rimaneggiamenti che, nel tempo, ne hanno mutato notevolmente l’aspetto. Si notano infatti due ingressi tompagnati nell’area occupata dalla grande vasca, una tompagnatura poi occultata da un muro con andamento curvilineo ed un riempimento assai eterogeneo nella parte mediana di forma quadrata. L’aver rinvenuto i due ingressi tompagnati nella porzione orientale evidenzia che nel progetto originario questo spazio non doveva essere una vasca. Pur tuttavia il rilievo ha evidenziato un piano cementizio posto a m. -1,75 (la misura va riferita alla strada sommersa assunta come quota zero) mentre la parte centrale del frigidario conserva la ruderatio a m. -1,10 ca. e, a marcare verso Ovest questo spazio-vasca, nel 1984, si rinvenne la labile traccia di un muretto spesso, come quelli perimetrali, ca. 52 centimetri.
Questo frigidario presentava dunque nella sua porzione Orientale una vasca dal fondo absidato e delimitata da un muretto, similmente a molti esempi presenti a Ostia a Villa Adriana e a Roma Pertanto è verosimile che l’abside di fondo prevedesse una finestra e che l’ingresso alla vasca fosse marcato da colonne a sostenere un architrave con funzione puramente decorativa.
Nulla resta degli antichi pavimenti, pertanto la ricostruzione virtuale può solo servire da spunto per immaginare la ricchezza di quelli originali. Tuttavia il pavimento con piccole tarsie policrome della ricostruzione virtuale rispecchia la forma, le dimensioni e la tipologia dei marmi rinvenuti durante la pulizia ed il rilievo dell’ambiente.
Identico discorso vale per la decorazione parietale. Un solo elemento è stato rinvenuto in situ: si tratta di una spessa lastra di marmo grigio con venature bianche che, nel 1984, ancora si conservava nell’angolo occidentale della grande vasca. Nella ricostruzione virtuale si è scelto di usare crustae marmoree a formare semplici disegni geometrici con specchiature policrome usando quegli stessi marmi i cui frammenti furono rinvenuti sparsi al suolo nella pulizia dell’ambiente. Si tratta soprattutto di Porfido Rosso, Portasanta, Serpentino e Rosso Antico. In alternanza si è scelto di usare marmo bianco venato e grigio venato, Giallo Antico e Verde Antico. Un sondaggio eseguito nella vaschetta del frigidario restituì numerosi frammenti di questi ed altri tipi di marmi.
Molto interessante la presenza del muro con andamento curvilineo che ingombra il settore centrale di questo ambiente (v. TAV. I). Verosimilmente in origine vi erano due elementi con andamento curvilineo (nella TAV. I il secondo, oggi scomparso, è tratteggiato). In tal modo, gli antichi architetti escogitarono un espediente prospettico per creare, all’interno di un perimetro convenzionale, un insospettabile “gioco volumetrico” che guidava lo sguardo di quanti si bagnavano nella grande vasca verso il lato opposto di questo ambiente ossia verso la piccola vasca.
Durante le fasi del rilievo ai piedi dell’abside in reticolato della piccola vasca si rinvenne un frammento di intonaco rosso con strisce dorate. Evidentemente questa prevedeva un rivestimento in marmo fino ad una certa altezza e poi, nella parte alta, una decorazione con intonaci dipinti. (fig. 8)

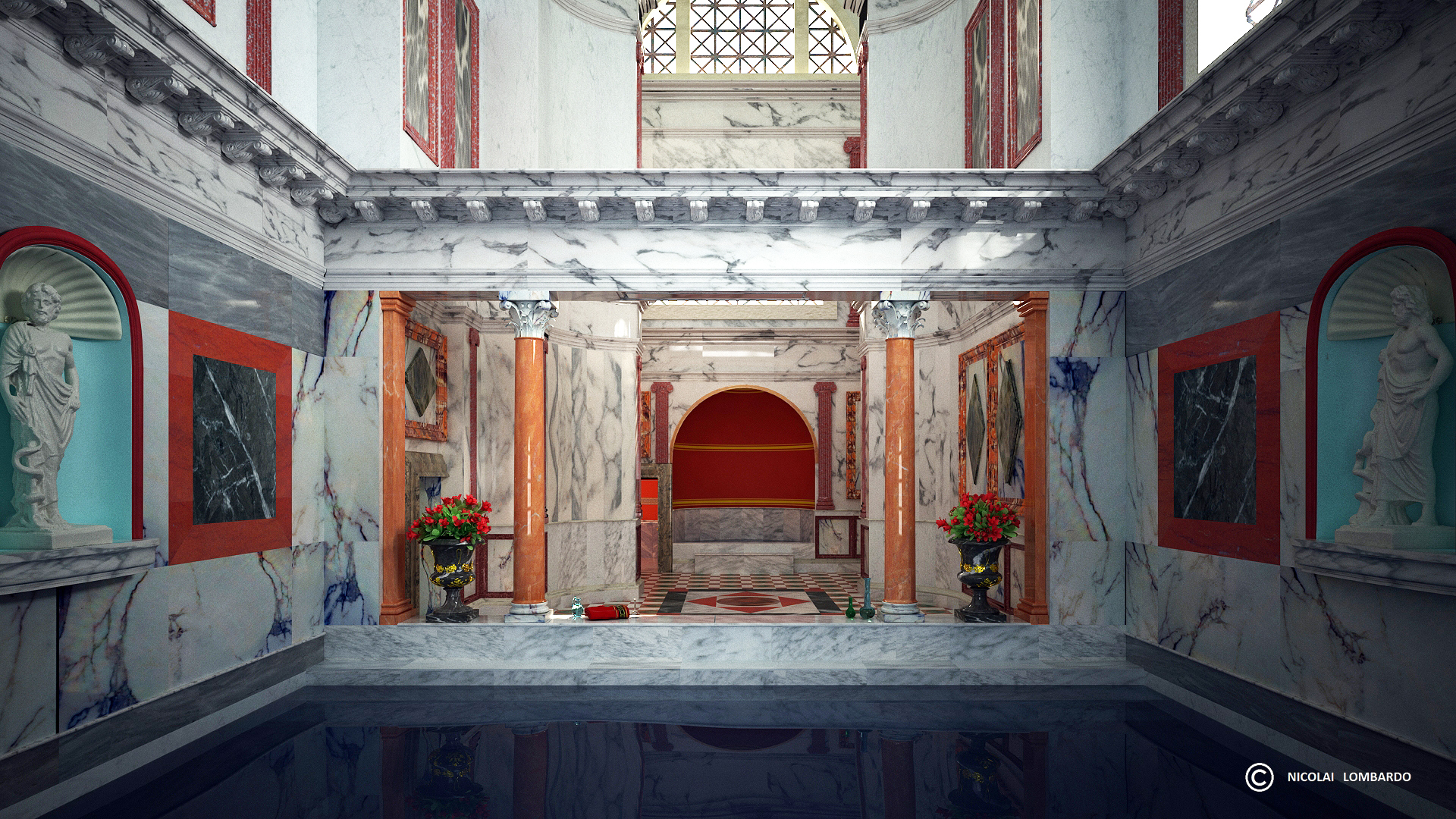
Fig. 8. La grande vasca del frigidario e sul fondo la piccola vasca.

Che tipo di copertura si può ipotizzare per il frigidario? In considerazione dei numerosi rimaneggiamenti e forse anche cambiamenti di funzione, (v. supra) è plausibile che questo ambiente nella sua fase finale, collocabile nel III secolo d.C., fosse coperto con una volta a botte dotata di finestroni sui lati brevi. (fig. 9) Questa soluzione permette di risolvere senza troppi problemi statici e strutturali il raccordo tra la grande vasca e la parte mediana in corrispondenza con l’ingresso al tepidario n. 5. (v. TAV. I)

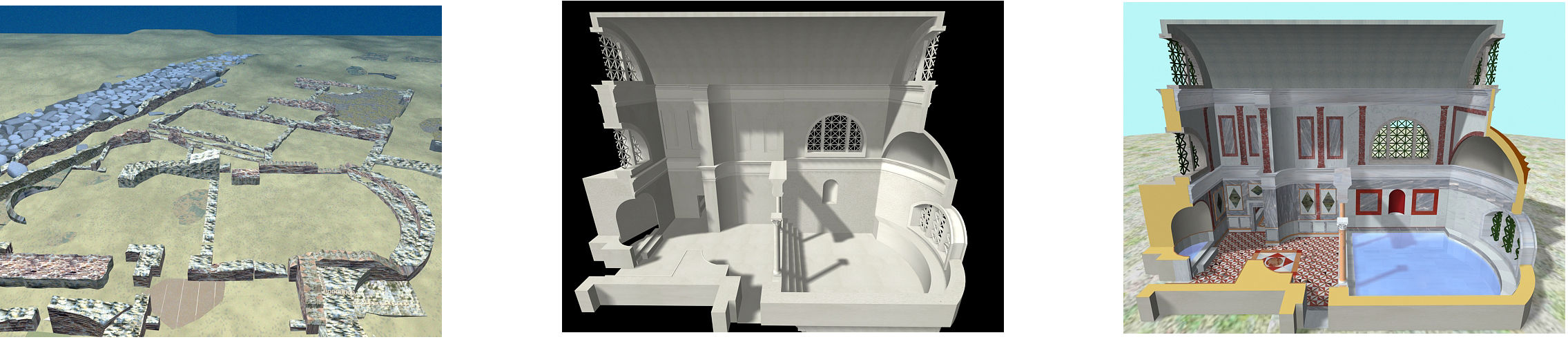
Fig. 9. Le tre fasi del lavoro di ricostruzione (da sinistra a destra): 1: il modello ricavato dal rilievo (in primo piano i resti murari del Frigidario); 2: ricostruzione volumetrica del frigidario (in spaccato); 3: studio delle decorazioni parietali e pavimentali.

Osservando la pianta, infatti, si nota che in questo punto la larghezza del frigidario subisce un restringimento. Se la parete settentrionale prosegue ben dritta dall’angolo Nord-orientale della grande vasca sino all’angolo Nord-occidentale oltre l’ingresso del calidario n. 9, la parete meridionale subisce un’interruzione subito ad Ovest del muro di accesso alla grande vasca per proseguire poi più arretrato sino all’ingresso a Sud della piccola vasca. Questo particolare comporta, inevitabilmente, un restringimento anche della copertura che, nel caso di una volta a botte, è risolvibile con un tramezzo che raccorda, su questo lato, le due diverse ampiezze. (fig. 10)

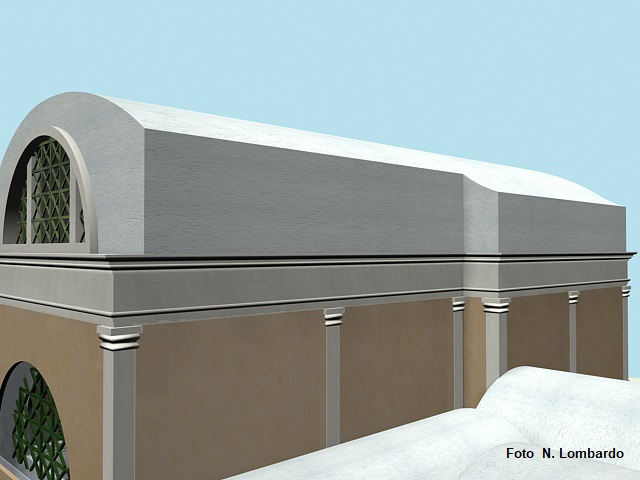
Fig. 10. Ricostruzione virtuale della volta a botte del frigidario.

### Calidario n. 9
Questo vano rettangolare absidato, rinvenuto a ridosso del frigidario con cui comunica tramite un ingresso sulla parete meridionale (v. TAV. I n. 9), non presenta la canonica forma dei calidaria dei bagni pubblici che prevedevano generalmente una forma più allungata e un alveus. Anche la sua collocazione spaziale è anomala essendo posto a Nord del frigidario mentre generalmente i calidaria erano posizionati a Sud-Ovest; pur tuttavia durante il rilievo eseguito nel 1984 si rinvennero nell’angolo Sud alcuni tubuli fittili ancora in situ, disposti verticalmente nella parete.
Il piano di calpestio è completamente scomparso e resta solo una minima traccia della sottopavimentazione laterizia.
La parte mediana dell’abside risulta divelta e giace sulla ruderatio (un’immersione eseguita nel 2001 ha evidenziato tracce che farebbero pensare ad un ingresso poi tompagnato).
La decorazione parietale e pavimentale è completamente e definitivamente scomparsa ma le descrizioni di autori classici ed esempi ancora visibili ad Ostia e a Pompei, possono aiutare per una ricostruzione virtuale di questo piccolo calidario.
Nelle fasi di pulizia e rilievo dell’ambiente si rinvennero sparsi al suolo frammenti di marmo Rosso del Tenaro e di marmo Serpentino; pertanto si è ipotizzata una pavimentazione marmorea che contenesse soprattutto questi tipi di marmi.
Per la decorazione parietale possono aiutare le parole di Seneca che parlando dei calidaria ricorda come questi fossero rivestiti di marmi Alessandrino e Numidico. Una ricostruzione virtuale quindi potrebbe verosimilmente presentare le pareti di questo ambiente rivestite di marmo a formare semplici specchiature con colori alternati giallo e nero (i colori appunto del marmo Numidico ed Alessandrino).
Similmente ad altri calidari è plausibile che anche questo prevedesse delle sedute che in questo caso sono state immaginate come un sedile in marmo addossato alle pareti (un bell’esempio ad Ostia, nelle terme di Buticosus).
Per la copertura tornano utili gli scritti di Vitruvio che per questo tipo di ambienti riscaldati consigliava una volta a botte rivestita di stucco con strigilature le quali favorivano il deflusso del vapore verso le pareti evitando lo stillicidio sulle teste dei frequentatori (una copertura simile nelle terme stabiane di Pompei).
Per quanto riguarda poi l’illuminazione la soluzione più adeguata probabilmente era data da una finestra zenitale al centro dell’abside; per gli ambienti riscaldati questo tipo di aperture risultavano più adatte rispetto a quelle poste a mezza altezza poiché favorivano in maniera più efficace la ventilazione e la regolazione della temperatura. Inoltre in tal modo si evitava che i bagnanti avvicinandosi al labrum lo oscurassero con le proprie ombre3. (fig. 11)

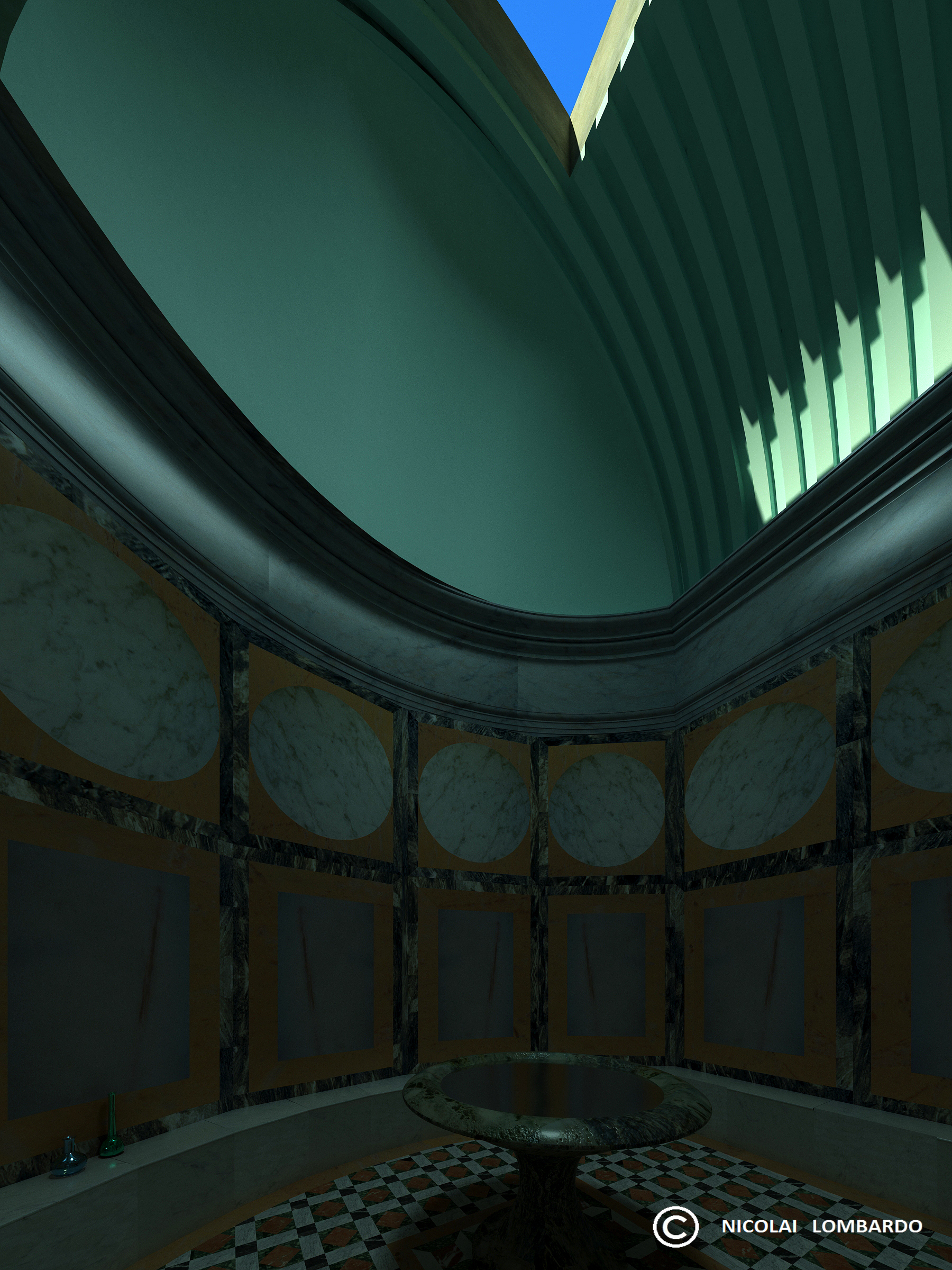
Fig. 11 - Ricostruzione virtuale del calidario n. 9.

### Ninfeo emidecagonale triabsidato n. 14
Quattro elementi verticali (colonne tortili e pilastri) fronteggiano perfettamente la facciata dell’edificio più scenografico di tutto il quartiere sommerso: il ninfeo emidecagonale triabsidato su podio.
La presenza delle transenne poste negli intercolumni laterali ci fa capire quanto dovesse essere studiato tutto l’insieme del cortile e del ninfeo: i frequentatori erano obbligati, dalla presenza di questi ostacoli sistemati lì a bell’apposta, a compiere un preciso percorso per raggiungere il ninfeo e solo sostando nello spazio dell’intercolumnio centrale si potevano rendere conto dell’articolata architettura di questo edificio (e della sua copertura). (fig. 12)

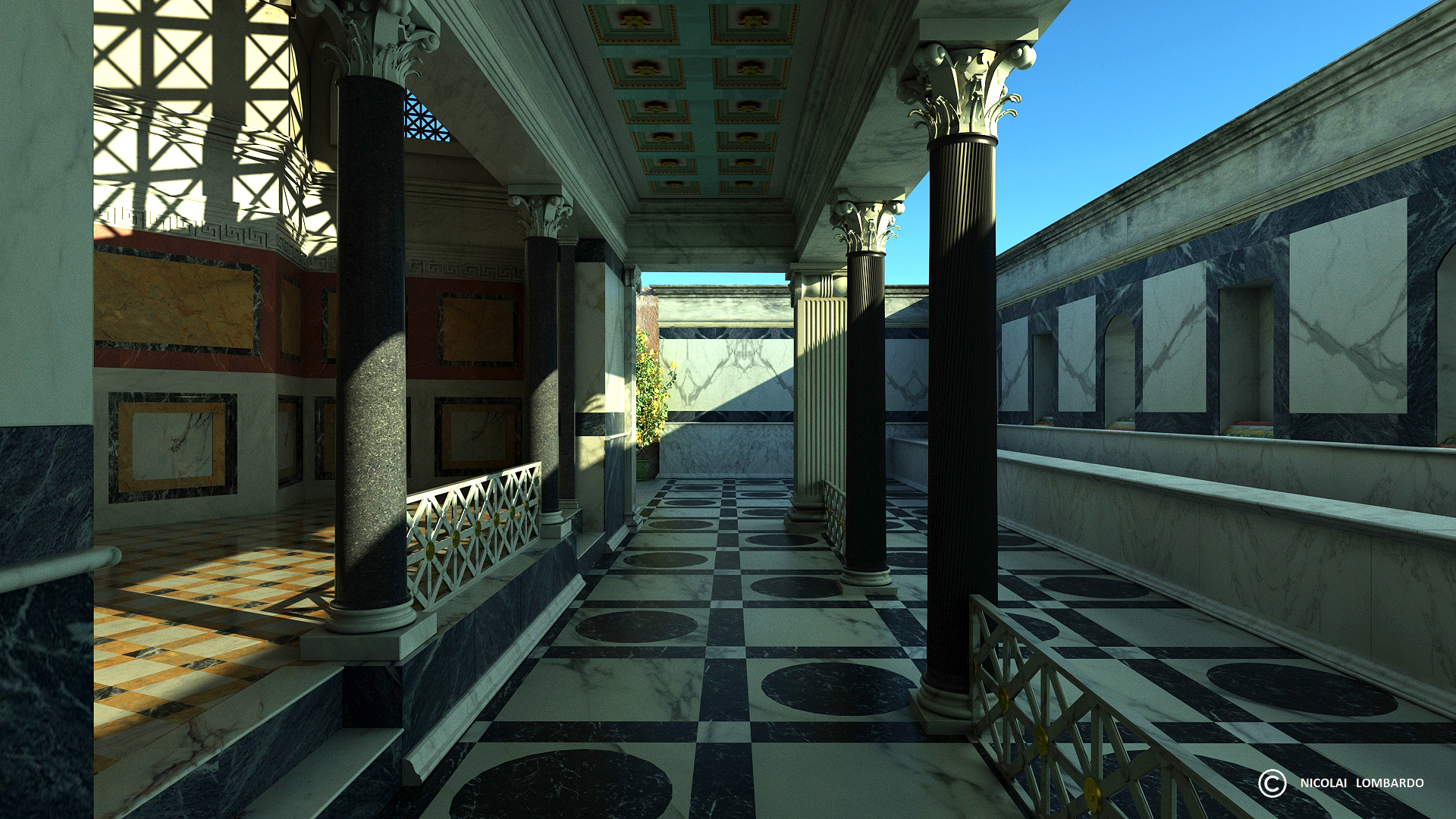
Fig. 12. Lo spazio tra le colonne tortili e il podio del ninfeo triabsidato.

Dall’esterno, infatti, era impossibile sospettare che questo vano prevedesse delle nicchie disposte addirittura radialmente. Una sorpresa dunque attendeva i visitatori, i quali, discesi in questo cortile dalle canoniche forme rettilinee, inaspettatamente si trovavano “faccia a faccia” con un edificio dalla forma innovativa ed ancor più sorprendente perché camuffato da linee esterne di tipo consueto.
Quando è stato eseguito il rilievo erano ancora ben leggibili il podio e le due rampe che ne consentivano l’accesso; nella nicchia meridionale era perfettamente visibile una fila di tarsie policrome in marmo e i resti di una gettata che aveva ricoperto questo piano. Tuttavia un’immersione esplorativa effettuata nell’anno 2001 ha reso evidente il devastante trascorrere del tempo: non vi è più traccia di tarsie marmoree e tutto il podio appare eroso e mancante del suo piano in vari punti.
Cosa conteneva il ninfeo? Possiamo immaginare delle vasche? Nelle pareti c’erano forse delle nicchie da cui sgorgava acqua convogliata in cabalette poste sul pavimento? I dati in nostro possesso non consentono di rispondere a questi interrogativi.
Negli anni Ottanta il piano di calpestio del ninfeo si presentava abbastanza ben conservato ma sui resti del podio insistevano crolli, smottamenti ed uno strato compatto di pietrame ed alghe che, avviluppando tutta la parte settentrionale delle terme, rendeva particolarmente laboriosa la pulizia e il rilievo di quest’area.
Nella ricostruzione virtuale si è scelto di lasciare vuoto questo enigmatico edificio dotandolo solo di una decorazione parietale di genere, immaginata come marmorea sino all’imposta della volta.

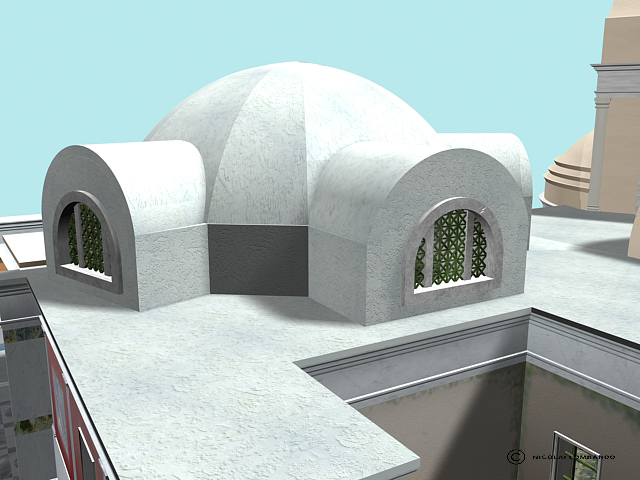
Fig. 13. Ricostruzione ipotetica della volta a padiglioni del ninfeo.

Sulla base di alcuni scatti fotografici eseguiti negli anni Ottanta, ormai unica e preziosa testimonianza dell’esistenza di quell’antico pavimento, si è ricostruito il piano del podio del ninfeo con piccole tarsie marmoree replicando dimensioni ed applicando delle texture che riproducessero il più fedelmente possibile i marmi che realmente si rinvennero al momento del rilievo subacqueo. Ovviamente, considerando il numero esiguo di tarsie che all’epoca ancora si trovavano in situ il disegno originario è destinato a rimanere ignoto; in tal senso la ricostruzione virtuale si limita a proporre una semplice ipotesi.
Identico discorso vale per il tipo di copertura di questo edificio.
È noto che con l’utilizzo del conglomerato cementizio gli antichi architetti riuscirono a svincolarsi dalle forme canoniche fino ad allora adottate e a cimentarsi in ardite sperimentazioni volumetriche e spaziali e in tal ambito Baia fu terreno di continue innovazioni (a Baia compare la prima calotta emisferica dal diametro interno di ben 21 metri a copertura del c.d. Tempio di Mercurio). Come poteva essere dunque la copertura del ninfeo?
Nella ricostruzione virtuale che, è bene ricordarlo rimane puramente ipotetica, si è preso spunto da quegli edifici, noti a Roma e ad Ostia, che presentano forma poligonale e nicchie laterali coperte a botte. Pertanto appare plausibile, per il ninfeo baiano, una cupola a padiglioni che poteva ergersi dal piano di imposta delle coperture a botte delle nicchie laterali (ma certo nulla vieta immaginarla simile alla copertura del c.d. Tempio di Venere a Baia o a quella del Canopo di Villa Adriana che mostrano padiglioni nella parte interna ed una superficie liscia all’esterno). (fig. 13). 

## Percorsi
È ben nota l’attenzione che i romani prestavano ai flussi di persone per evitare intasamenti e calca nelle terme e nelle cerimonie; per non ritornare sui propri passi si preferiva predisporre percorsi di tipo circolare che prevedevano partenza ed arrivo separati (notissimo è il passo del Satyricon 72, 10 in cui uno schiavo di Trimalcione rimprovera alcuni ospiti che cercano di uscire dalla stessa porta da cui sono entrati).
Per quanto riguarda queste terme sommerse a Punta dell’Epitaffio, gli antichi frequentatori potevano adottare questo tipo di percorso: discese le scale, coloro che intendevano dirigersi nel quartiere termale, percorrevano per intero il corridoio n. 1 della TAV. I, transitavano nell’ambiente n. 3, (che probabilmente aveva solo una funzione di raccordo e smistamento) deponevano gli abiti nello spogliatoio n. 4 (anch’esso conserva due aperture sul lato occidentale) ed entravano nel tepidario n. 5. A questo punto due possibilità: per quanti non gradivano il caldo torrido del calidario, attraverso l’ingresso Nord-occidentale del tepidario entravano direttamente nella zona centrale del frigidario e in questo caso l’ingresso posto nell’angolo Sud-occidentale del frigidario riconduceva poi velocemente allo spogliatoio n. 4.
Per gli altri, decisi a compiere il giro “canonico”, attraverso la porta Sud-occidentale del tepidario n. 5, potevano sostare nel calidario n. 6.; per l’uscita vi erano due possibilità: la porta Nord-occidentale del calidario immetteva nell’ambiente n. 3 e quindi velocemente nello spogliatoio n. 9 per recuperare i propri effetti personali. Uscendo dalla porta Sud-occidentale ci si ritrovava invece nel cortile-palestra n. 7.
Tuttavia, è bene ricordare che non era vietato seguire percorsi alternativi a seconda dei gusti e delle abitudini personali.

## Il Tour virtuale
A partire dal 2018 sono iniziati i lavori per la realizzazione di un tour virtuale all’interno delle terme sommerse di Punta dell’Epitaffio. Raffaele Di Francia, partendo dal modello digitale 3D realizzato da Nicolai Lombardo, ha sviluppato il primo tour virtuale relativo alla parte sommersa dell’antica Baia. Il Tour, denominato BAIAExperience, prevede l’uso di visori per la Realtà Virtuale e consente di visitare questo complesso termale, oggi sprofondato a cinque metri di profondità nel mare di Baia, completamente ricostruito in 3D così come poteva apparire ai visitatori di III secolo d.C.
Il Tour mostra una sequenza di immagini del fondale marino con i ruderi sommersi, ai quali si sovrappone la ricostruzione tridimensionale con le coperture e le decorazioni parietali che un tempo caratterizzavano questi ambienti.
La visita virtuale dura 25 minuti circa ed è accompagnata da un’audioguida multilingua che mostra e spiega gli ambienti nei quali di volta in volta ci si trova; quali elementi oggettivi ne hanno consentito la ricostruzione e cosa avremmo visto in quegli stessi ambienti se fossimo stati lì nel III secolo d.C.